# Rio della Panada
Ne doit pas être confondu avec rielo de le Erbe.
Le rio de la Panada (ou rio de le Erbe) est un canal de Venise dans le sestiere de Cannaregio en Italie.

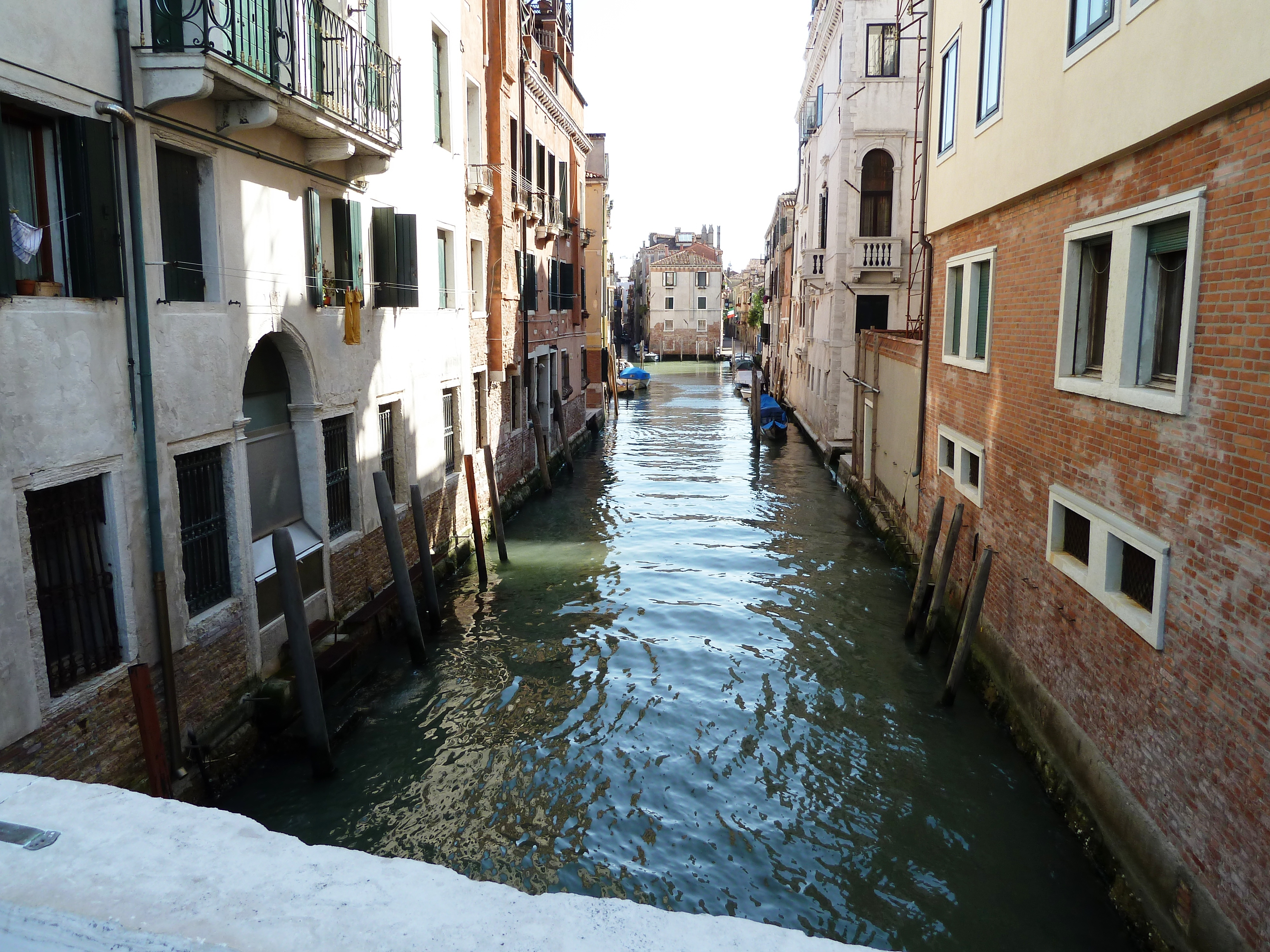
Le rio vers le sud

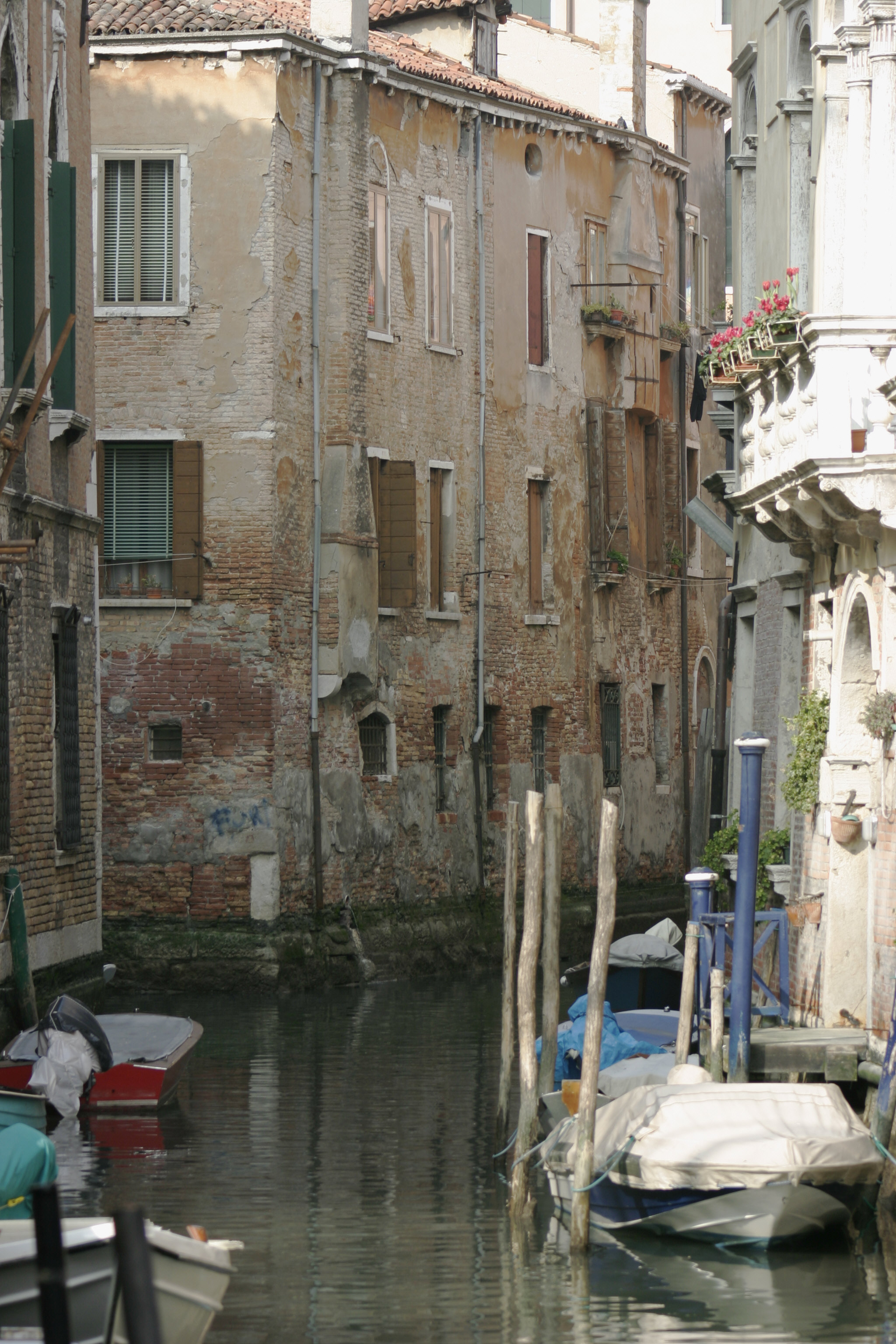
Le rio

## Description
Le rio de la Panada a une longueur de 438 m. Il relie le rio de Santa Marina vers le nord pour se terminer dans le canale delle Fondamente Nove.

### rio del Parsemolo
Le Rio del Parsemolo partait du Rio della Panada à tier-chemin venant de la lagune et ralliait le Rio de Ca'Widmann en ligne droite du nord au sud. Il y avait une petite quai du côté nord et quatre ponts : un à la ramo Primo Michiel, un près du Ramo Secondo Bon, un près du Campiello Widmann et le Ponte de la Madone dei Miracoli, au sud, vers la fin du canal, où on peut toujours voir une porte d'eau fortifiée. 

En 1775, ce rio fut enfoui et le Rio Terà dei Biri o del Parsemolo créé.

## Toponymie
D'aucuns attribuent l'origine de la dénomination Panada à une sorte de drap grossier qui fut autrefois utilisé pour couvrir les fenêtres extérieures longeant des canaux. 
Or, la famille Panada vivait aussi près de ce rio au XVIIe siècle, quand le nom du rio fut établi. Un certain Angelo Panada qui fit son testament dans le quartier de Santa Maria Nova en 1631. En 1599, un nouveau sacco fut créé entre ce rio et le rio dei Mendicanti.
Le terme erbe réfère vers des champs où les chevaux et bovins pouvaient paitre.

## Situation
Ce canal longe :

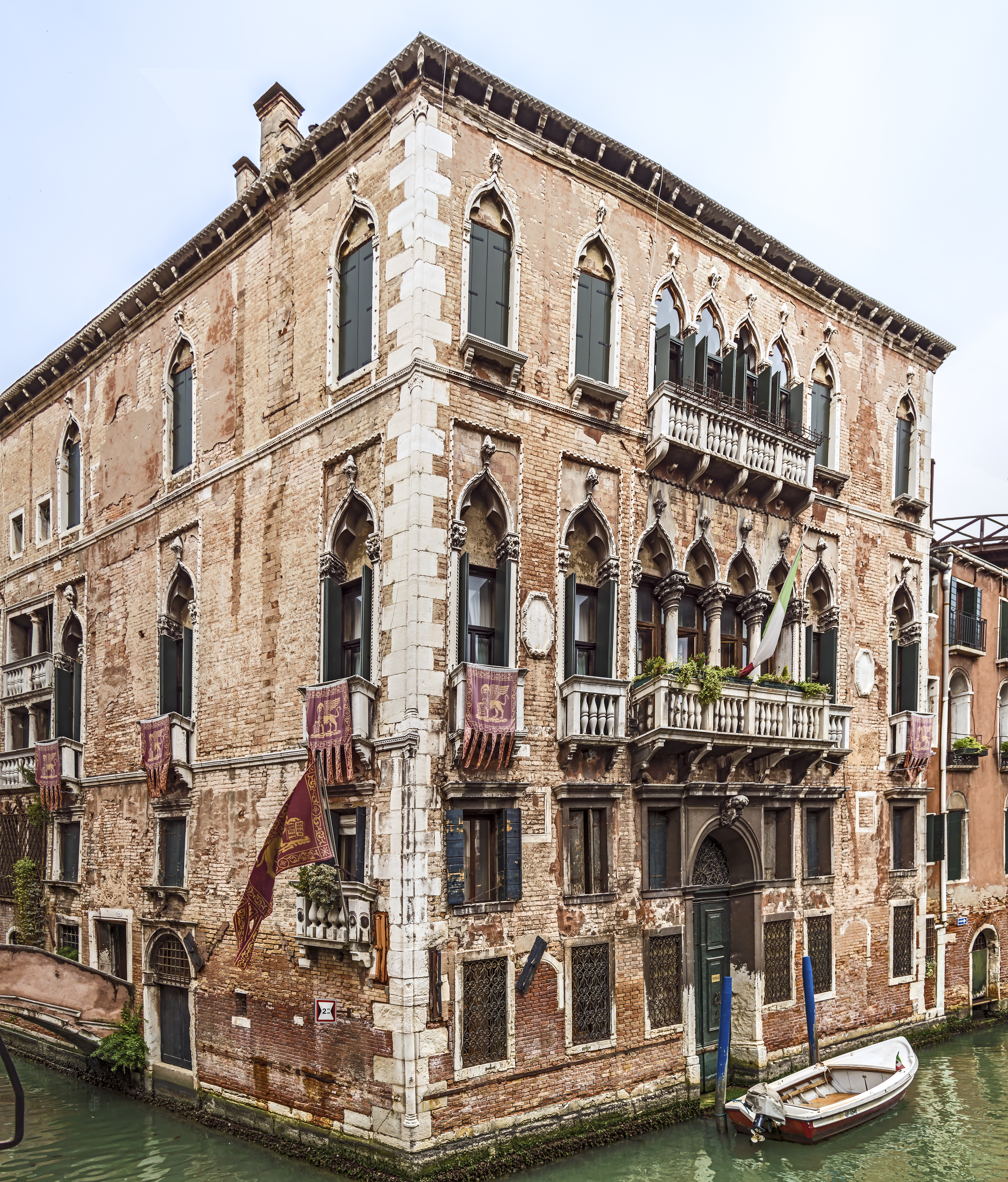
le palais Pisani au coin du rio de Santa Marina
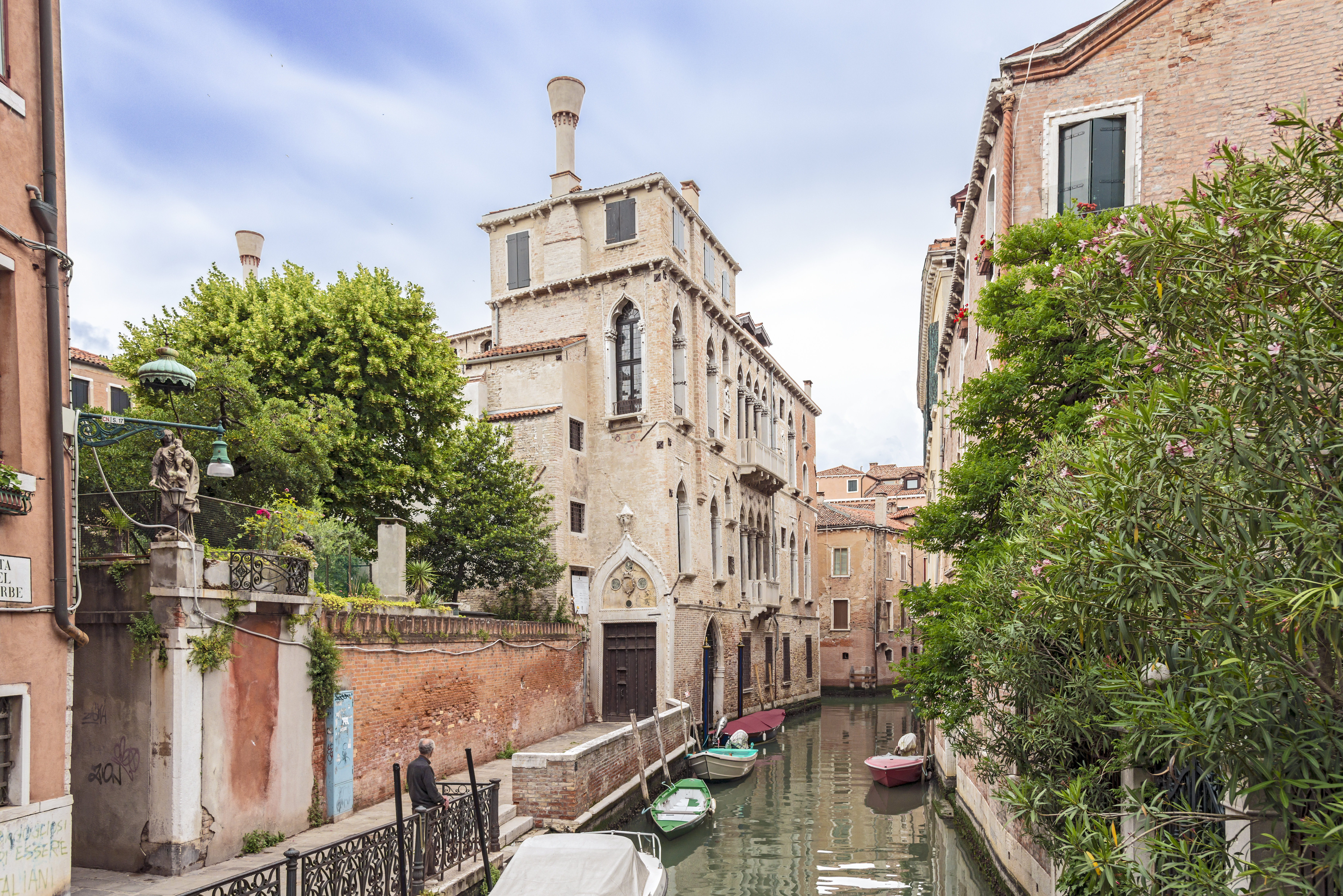
le palais Soranzo Van Axel(it)

## Ponts
Ce canal est traversé par plusieurs ponts, du nord au sud:

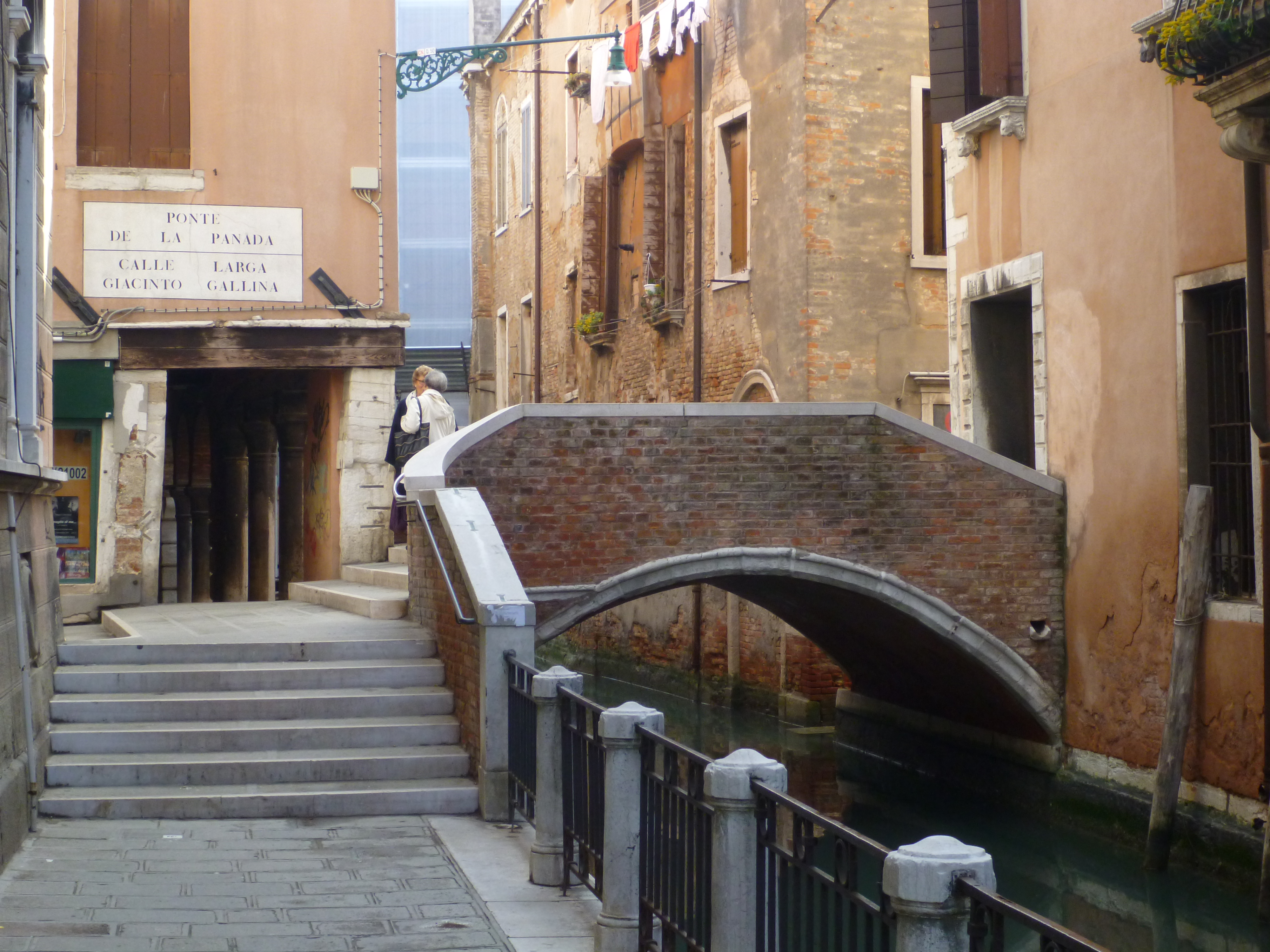
Ponte de la Panada sur la calle Giacinto Gallina (it)
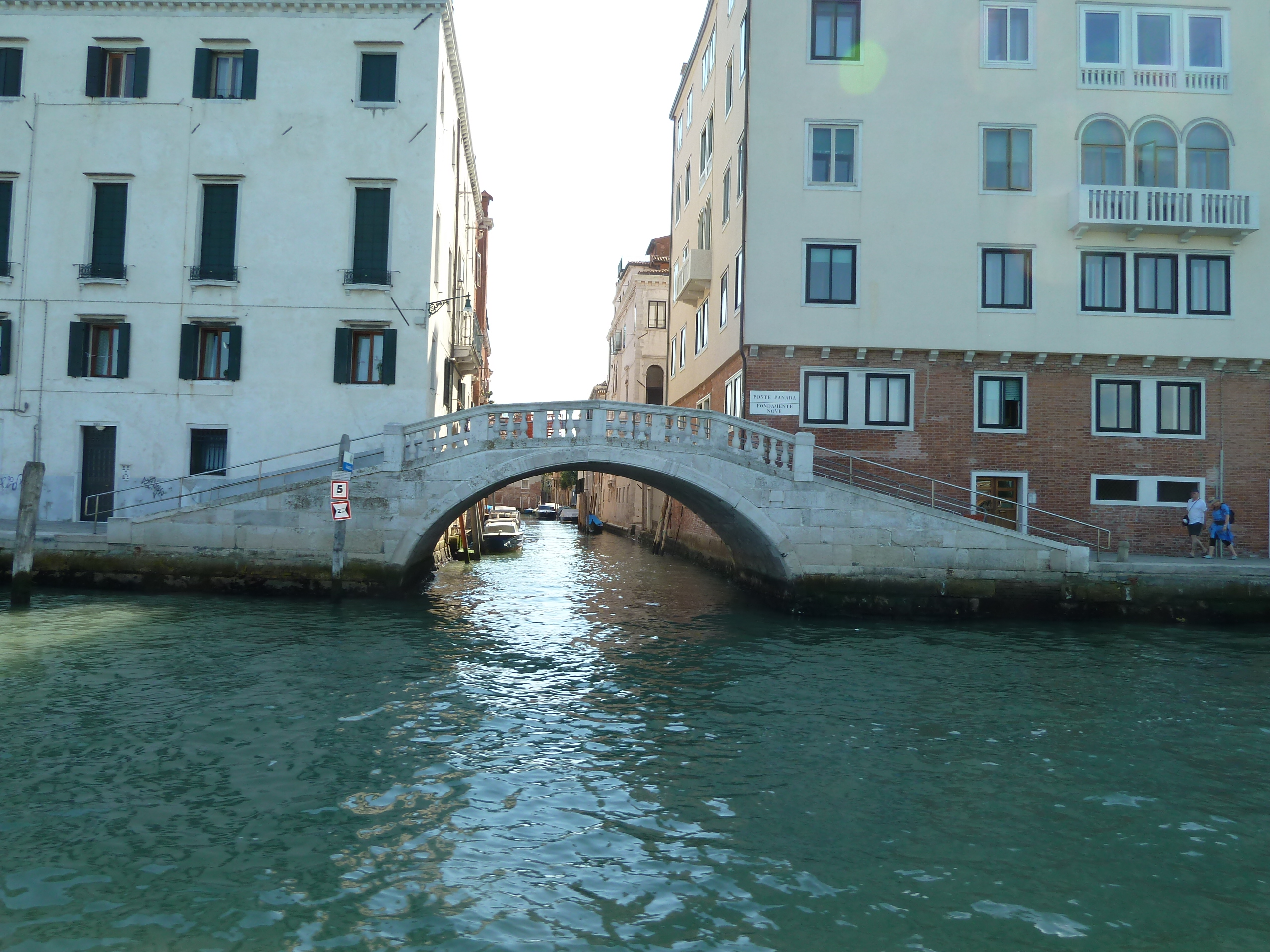
Ponte de la Panada alle Fondamente Nuove
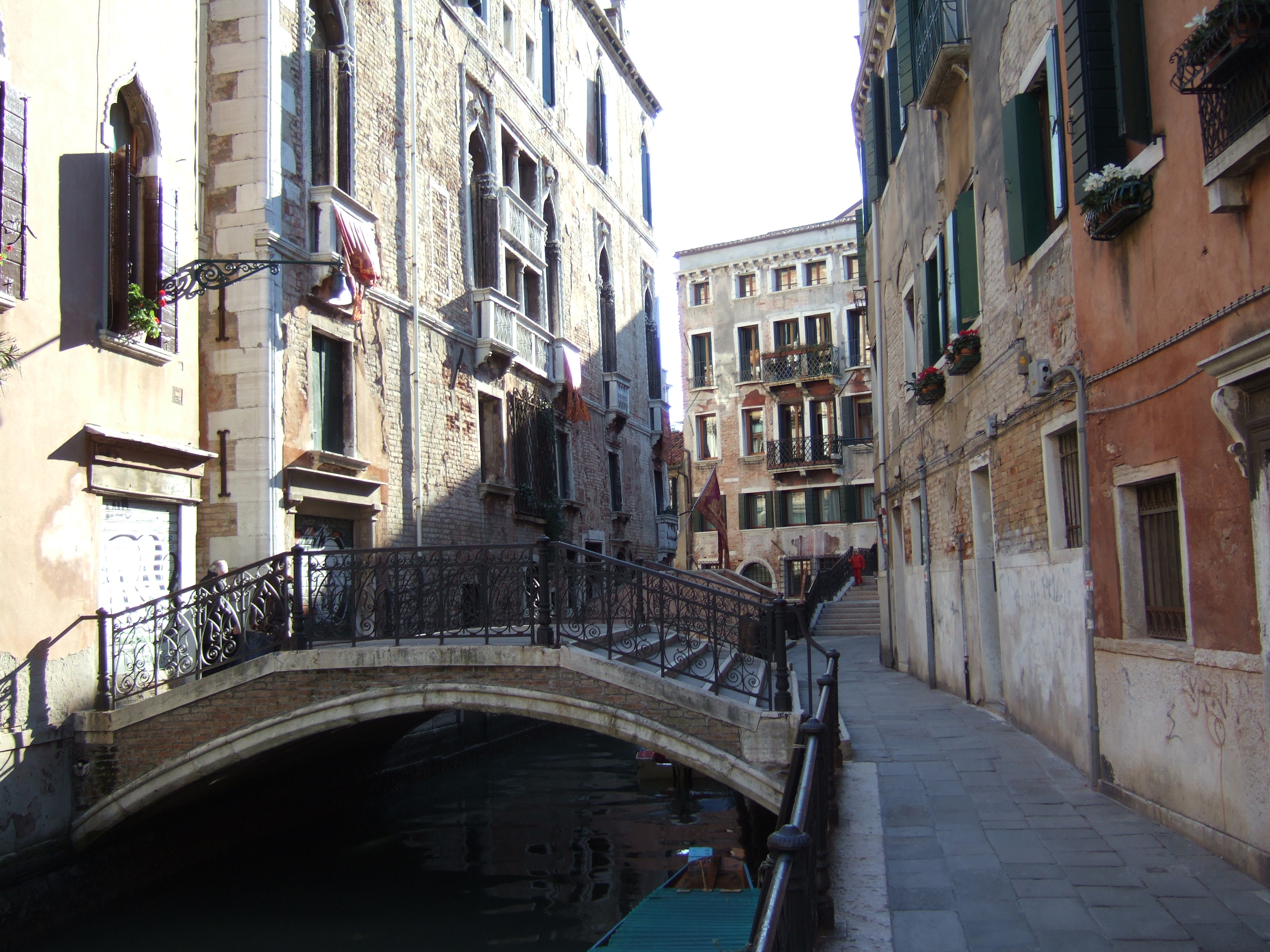
Ponte de le Erbe reliant calle et fondamente éponymes
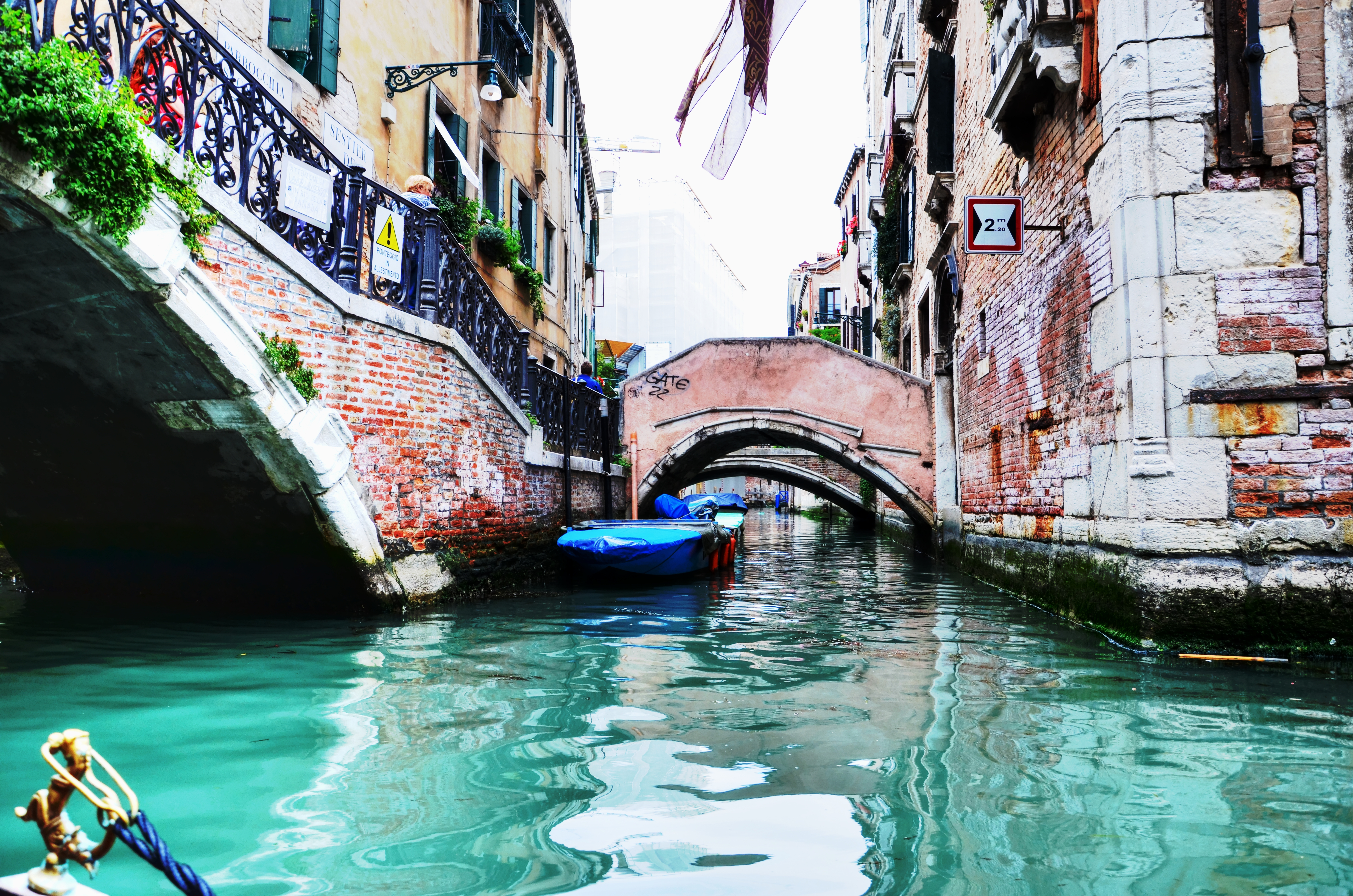
pont privé en pierre